# Çınar

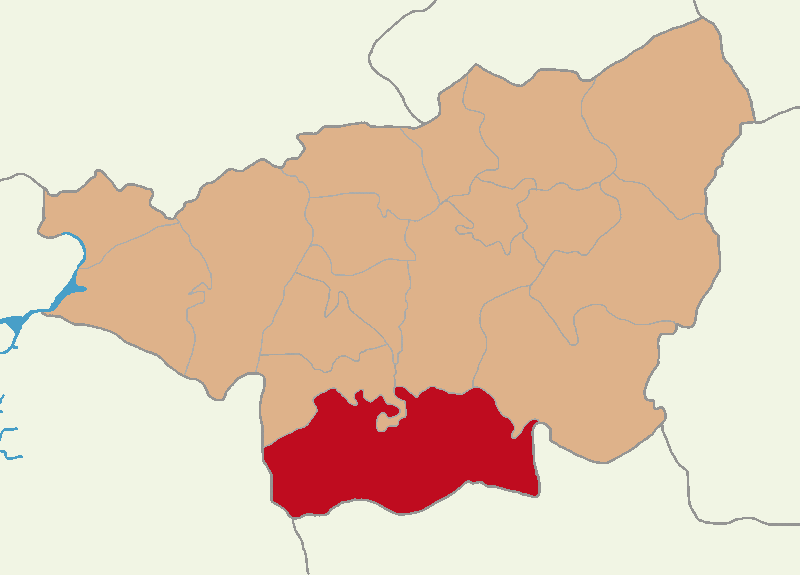
Lage von Çınar innerhalb von Diyarbakır

Çınar ist eine Stadt im gleichnamigen Landkreis der türkischen Provinz Diyarbakır und gleichzeitig ein Stadtbezirk der 1993 gebildeten Büyükşehir belediyesi Diyarbakır (Großstadtgemeinde/Metropolprovinz). Çınar liegt im Süden der Provinz und grenzt an die Provinzen Şanlıurfa und Mardin. Der Name der Stadt bedeutet auf Deutsch Ahorn und erhielt (laut Logo) 1937 den Status einer Belediye (Gemeinde).
Der Landkreis ist mit einer Fläche von 1934 km² der größte der Provinz. Ende 2020 lag Çınar mit 76.798 Einwohnern auf dem 8. Platz der bevölkerungsreichsten Landkreise in der Provinz Diyarbakır. Die Bevölkerungsdichte liegt mit 40 Einwohnern je Quadratkilometer unter dem Provinzdurchschnitt (118 Einwohner je km²).